# Kosovy

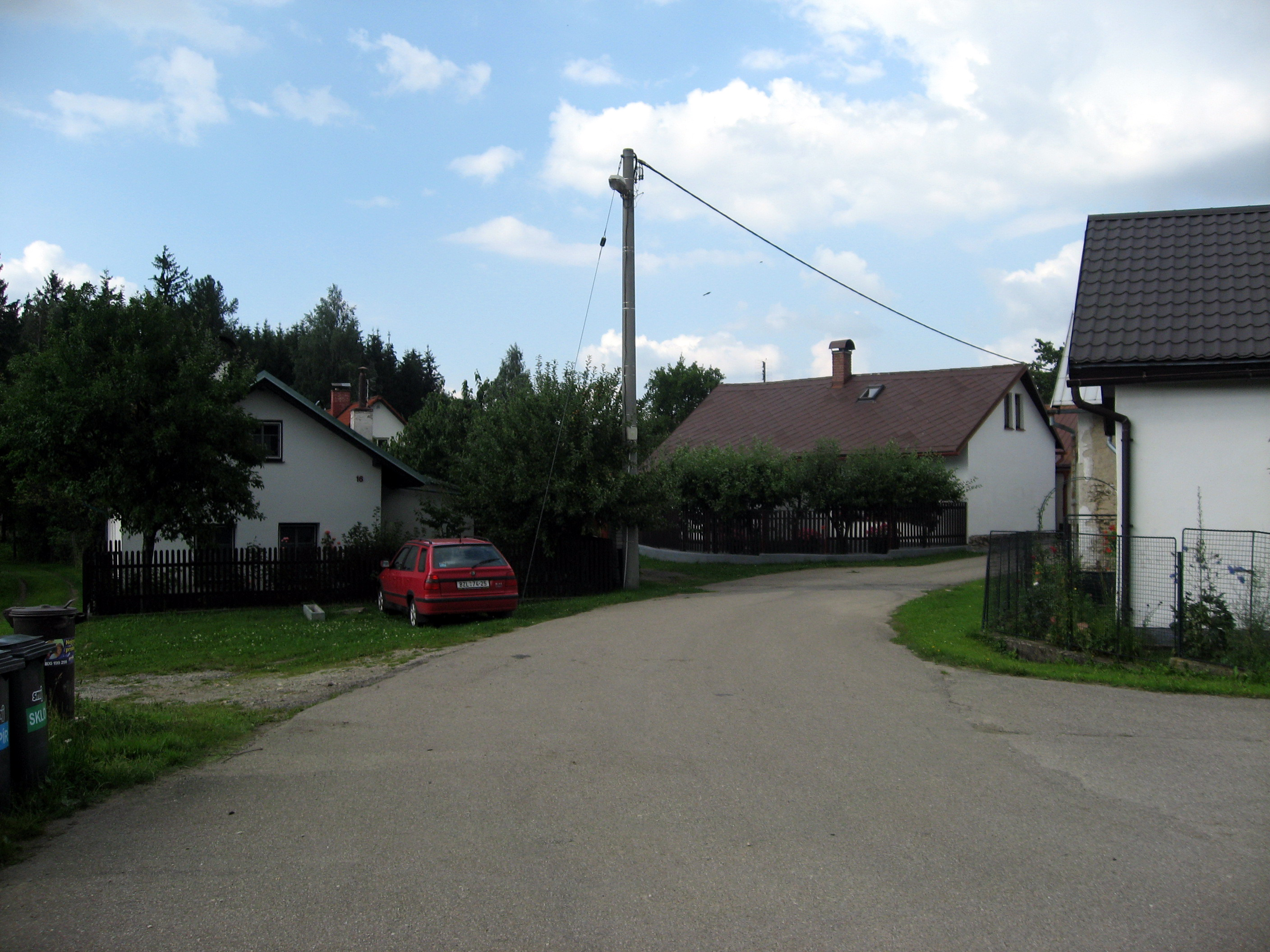
Ortsansicht

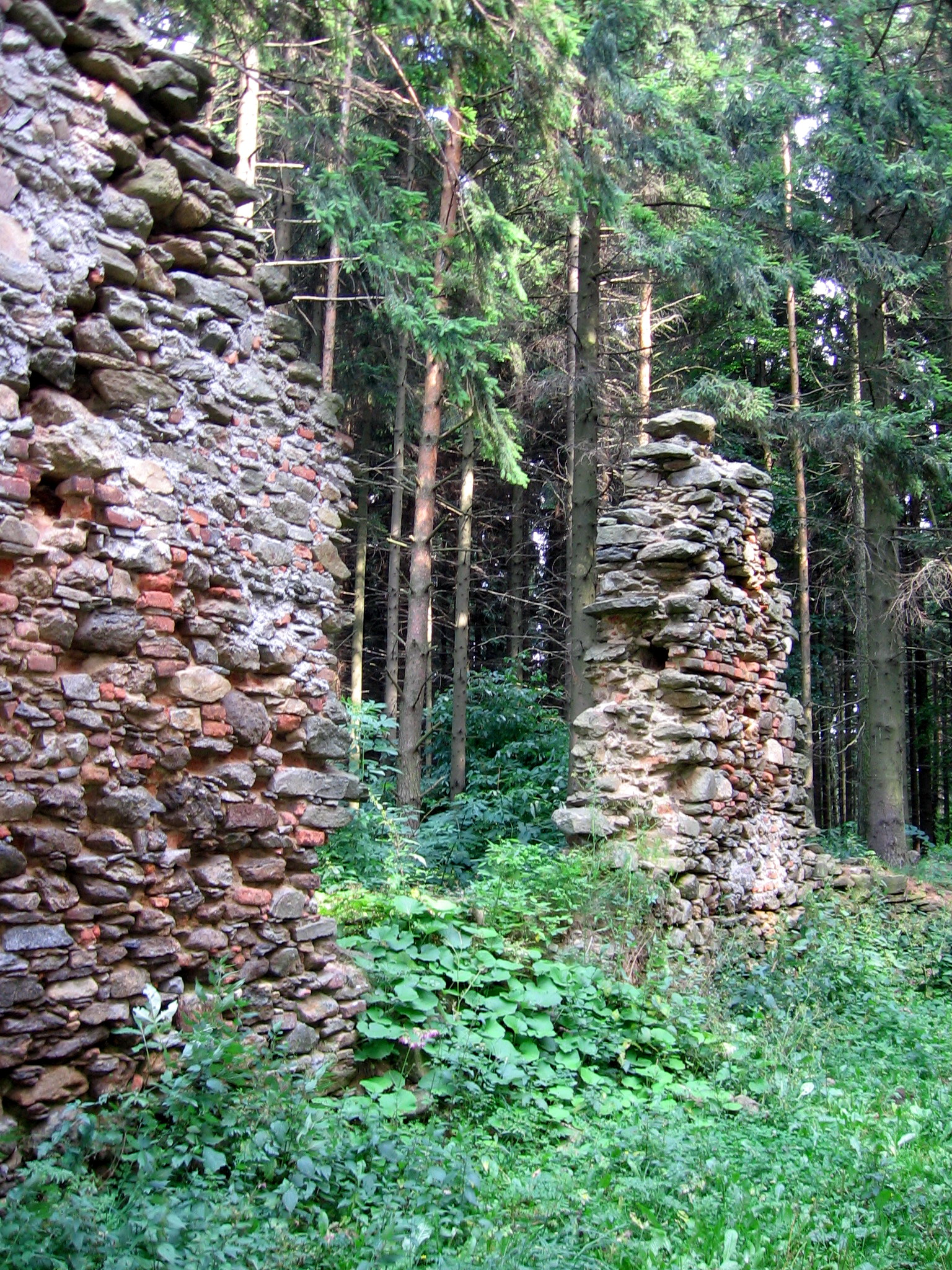
Ruine der Kapelle des hl. Schutzengel

Kosovy (deutsch Kosow, 1939–1945: Kosau) ist ein Ortsteil von Úsobí in Tschechien. Er liegt drei Kilometer nordöstlich von Větrný Jeníkov und gehört zum Okres Havlíčkův Brod.

## Geographie
Kosovy befindet sich in der Böhmisch-Mährischen Höhe am nordwestlichen Fuzße des Kosovský vrch (Kosowerhübel, 682 m). Im Norden liegt das Waldgebiet Farský les (Pfarrholz). Südlich verläuft die Trasse der Autobahn D1, an der einem Kilometer von Kosovy die Abfahrt 104 Větrný Jeníkov gelegen ist. Nach Kosovy führt lediglich eine Stichstraße, die rechtsseitig von der Landstraße zwischen der Autobahn und Úsobí abzweigt.
Nachbarorte sind Úsobí im Norden, Maliní und Chyška im Nordosten, Petrovice im Osten, Smrčná im Südosten, Větrný Jeníkov und Zbinohy im Südwesten, Skalka im Westen sowie Skorkov und Ludvíkov im Nordwesten.

## Geschichte
Die erste urkundliche Erwähnung des zur Herrschaft Pollerskirchen gehörigen Dorfes Kosowy erfolgte im Jahre 1748.
Nach der Aufhebung der Patrimonialherrschaften bildete Kosov ab 1850 einen Ortsteil der Marktgemeinde Ousobí / Pollerskirchen im Bezirk Deutschbrod. Seit 1920 wird der Name Kosovy verwendet. 1991 hatte der Ort 16 Einwohner. Im Jahre 2001 bestand das Dorf aus 15 Häusern, in denen 20 Menschen lebten.

## Ortsgliederung
Zum Ortsteil Kosovy gehört die Ansiedlung Maliní.

## Sehenswürdigkeiten
- Ruine der Kapelle des hl. Schutzengels im Farský les nördlich des Ortes, die 1715 errichtete Kapelle wurde 1783 auf Geheiß Kaiser Josephs II. niedergerissen.